# Oonops hasselti
Oonops hasselti är en spindelart som beskrevs 1906 av Embrik Strand. Arten ingår i släktet Oonops och familjen dansspindlar. Oonops hasselti är endemisk för Skandinavien. Inga underarter finns listade i Catalogue of Life.